# 207-я стрелковая дивизия (3-го формирования)
207-я стрелковая Померанская Краснознамённая, ордена Суворова дивизия — тактическое соединение Рабоче-крестьянской Красной армии. После войны располагалось в составе Группы советских войск в Германии. Штаб дивизии находился в городе Штендаль. Для этого были заняты жилые и общественные городские здания. Полки располагались главным образом в трёх бывших казармах вермахта.

## История
207-я стрелковая дивизия (3-го формирования) была сформирована на базе 40-й и 153-й стрелковых бригад летом 1943 года.
Периоды вхождения в состав Действующей армии:
- 16 июня 1943 года — 14 декабря 1944 года
- 31 декабря 1944 года — 9 мая 1945 года[1]

В 1957 году 207-я стрелковая дивизия стала 32-й мотострелковой дивизией.
В 1965 г. приказом министра обороны СССР № 003 дивизии был возвращён номер периода Великой Отечественной войны. С этого момента 32-я мотострелковая дивизия стала 207-й мотострелковой дивизией.
В марте 1983 г. передана из состава 3-й общевойсковой армии в 2-ю гвардейскую танковую армию.
Выведена в январе 1992 в Прикарпатский военный округ (п. Ярмолинцы) и переформирована в 6242-ю БХВТ. 33-й и 41-й мотострелковые полки выведены в Северо-Кавказский военный округ.

## Награды дивизии
- 5 апреля 1945 года — Почётное наименование «Померанская» — Присвоено приказом Верховного Главнокомандующего № 064 от 5 апреля 1945 года за отличие в боях за прорыв сильно укреплённой обороны немцев и овладение городами Бервальде, Темпельбург, Фалькенбург, Драмбург, Вангерин, Лабес, Фрайенвальде, Шифельбайн, Регенвальде и Керлин 4 марта 1945 года.
- 13 декабря 1942 года —  Орден Красного Знамени — предшественница дивизии, 40-я отдельная стрелковая бригада (Западного фронта), награждена Указом Президиума Верховного Совета СССР «О награждении орденами войсковых частей и соединений Красной Армии» — за образцовое выполнение боевых заданий командования на фронте борьбы с немецкими захватчиками и проявленные при этом доблесть и мужество. Награда перешла к дивизии по преемственности.
- 28 мая 1945 года —  Орден Суворова II степени — награждена Указом Президиума Верховного Совета СССР за образцовое выполнение заданий командования в боях при прорыве обороны немцев и наступлении на Берлин и проявленные при этом доблесть и мужество.[4]

Награды частей дивизии:
- 594-й стрелковый Берлинский[5] полк
- 597-й стрелковый Берлинский[5] полк
- 598-й стрелковый Берлинский[5] полк

## Состав
- 594-й стрелковый полк
- 597-й стрелковый полк
- 598-й стрелковый полк
- 780-й артиллерийский полк
- 420-й отдельный истребительно-противотанковый дивизион
- 249-я отдельная разведывательная рота
- 338-й отдельный сапёрный батальон
- 912-й отдельный батальон связи (400 отдельная рота связи)
- 255-й медико-санитарный батальон
- 186-я отдельная рота химической защиты
- 540-я автотранспортная рота
- 383-я полевая хлебопекарня
- 853-й дивизионный ветеринарный лазарет
- 1798-я полевая почтовая станция
- 1755-я полевая касса Государственного банка

В/ч пп 83051:
- Управление дивизии, Штендаль (1 ПРП-3, 5 Р-145БМ, 2 Р-156БТР)
- 33-й мотострелковый Берлинский полк, Штендаль

31 Т-80, 149 БТР-80, 28 БТР-60, 6 БМП-2, 4 БРМ-1К, 18 2С1 «Гвоздика», 18 2С12 «Сани»
- 41-й мотострелковый Берлинский полк, Гарделеген

31 Т-80, 54 БМП-2, 90 БМП-1, 7 БРМ-1К, 18 2С1 «Гвоздика», 18 2С12 «Сани»
- 400-й мотострелковый полк, Мальвинкель

31 Т-80, 53 БМП-2, 91 БМП-1, 7 БРМ-1К, 18 2С1 «Гвоздика», 18 2С12 «Сани»
- 591-й гвардейский мотострелковый Речицкий Краснознамённый, орденов Суворова и Богдана Хмельницкого полк[~ 1], Штатс

31 Т-80, 143 БТР-80, 26 БТР-60, 4 БМП-2, 2 БМП-1, 4 БРМ-1К, 18 2С1 «Гвоздика», 18 2С12 «Сани»
- 693-й самоходный артиллерийский Краснознамённый полк, Штендаль

54 2СЗ «Акация», 18 БМ-21 «Град», 5 ПРП-3
- 75-й гвардейский зенитный ракетный Демблинско-Померанский орденов Суворова и Кутузова полк, Штендаль
- 32-й отдельный танковый батальон, Гарделеген (31 Т-80, 2 БМП-1, 1 Р-145БМ)
- 498-й отдельный противотанковый артиллерийский дивизион, Гарделеген
- 6-й отдельный батальон разведки и радиоэлектронной борьбы, Гарделеген] (17 БМП-2, 7 БРМ-1К, 2 Р-145БМ)
- 912-й отдельный батальон связи, Штендаль (10 Р-145БМ)
- 338-й отдельный инженерно-сапёрный батальон, Штендаль (1 ИМР-2, 1 УР-67)
- 102-й отдельный батальон химической защиты
- 1131-й отдельный батальон материального обеспечения
- 46-й отдельный ремонтно-восстановительный батальон
- 225-й отдельный медико-санитарный батальон

Итого: 155 танков, 348 БМП, 346 БТР, 126 САУ, 72 миномёта, 18 РСЗО

## Командование

### Командиры
- Перевёрткин, Семён Никифорович, полковник, июнь 1943 — май 1944 года
- Микуля, Иван Петрович, полковник, май 1944 — август 1944 года
- Порхачев, Александр Васильевич, полковник, август 1944 — январь 1945 года
- Соболев, Семён Иванович, полковник, январь 1945 — февраль 1945 года
- Асафов, Василий Михайлович, полковник, февраль 1945 — декабрь 1947 года
- Потапов, Владимир Яковлевич, полковник, с 1984 г. по 1986 г.
- Чернов, Валерий Иванович, генерал-майор, с 1987 г. по 1988 г.

### Заместители командира
- Куклин, Павел Филиппович, полковник, июнь 1943 — август 1943 года

### Начальники штаба
- .1989 полковник Петрушин Иван Илларионович

## Отличившиеся воины

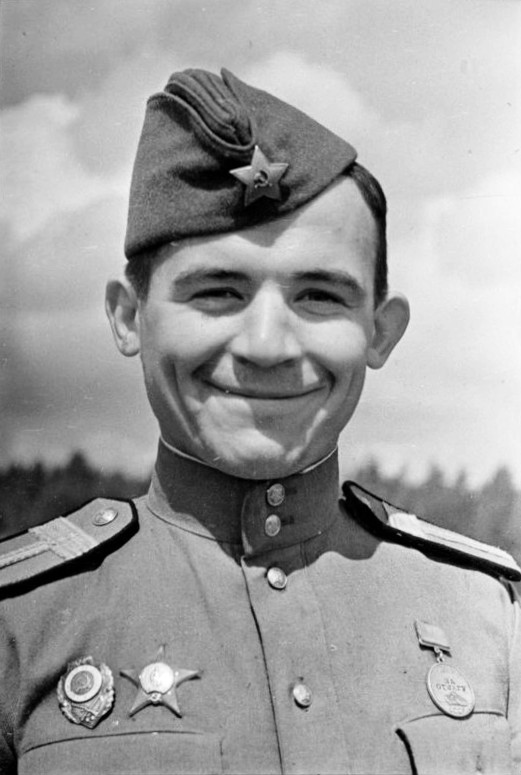
Разведчик 249-й отдельной разведывательной роты 207-й стрелковой дивизии старшина Николай Иванович Милованов (1920 г.р.), награжден орденом Красной Звезды.

Кавалеры ордена Славы трёх степеней.
- Авдеев, Василий Андреевич, старший сержант, командир расёта 45-мм пушки 598-го стрелкового полка.
- Андриянов, Сергей Никифорович, рядовой, разведчик 598-го стрелкового полка.
- Борков, Пётр Николаевич, старший сержант, командир миномётного расчёта 597-го стрелкового полка.
- Дырин, Андрей Иванович, старшина, командир миномётного расчёта 597-го стрелкового полка.
- Илюшичев, Николай Александрович, старшина, командир миномётного расчёта 597-го стрелкового полка.
- Коршунов, Василий Иванович, старшина, командир отделения взвода пешей разведки 598-го стрелкового полка.
- Котов, Алексей Григорьевич, старшина, командир взвода пешей разведки 598-го стрелкового полка.
- Павлов, Александр Иванович, старшина, командир миномётного расчёта 597-го стрелкового полка.
- Панков, Фёдор Ильич, рядовой, разведчик 597-го стрелкового полка.
- Плют, Михаил Андреевич, сержант, командир орудийного расчёта 780-го артиллерийского полка.
- Савельев, Яков Петрович, сержант, командир миномётного расчёта 597-го стрелкового полка.
- Трубин, Степан Иванович, сержант, помощник командира сапёрного взвода 597-го стрелкового полка.
- Чесноков, Василий Александрович, старшина, командир миномётного расчёта 598-го стрелкового полка.
- Шушаев, Бахтубай, старший сержант, командир разведывательного отделения 598-го стрелкового полка.